# Рышко, Клаудио
Григоре Клаудио Рышко (рум. Grigore Claudio Rîşco; род. 22 августа 1978, Сигету-Мармацией) — румынский боксёр, представитель полутяжёлой и тяжёлой весовых категорий. Выступал за сборную Румынии по боксу в конце 1990-х — начале 2000-х годов, бронзовый призёр чемпионата мира, обладатель серебряной и бронзовой медалей чемпионата Европы, участник летних Олимпийских игр в Сиднее. В период 2004—2006 годов также боксировал на профессиональном уровне.

## Биография
Клаудио Рышко родился 22 августа 1978 года в городе Сигету-Мармацией, жудец Марамуреш. Проходил подготовку в местном боксёрском клубе «Лаурук».

### Любительская карьера
Впервые заявил о себе в 1995 году, выиграв чемпионат Румынии среди юниоров и став бронзовым призёром юниорского чемпионата Европы в Венгрии. Год спустя выиграл румынское национальное первенство среди спортсменов до 20 лет и выступил на молодёжном чемпионате мира в Гаване.
В 1997 году вошёл в основной состав румынской национальной сборной и побывал на чемпионате мира в Будапеште, где уже в 1/16 полутяжёлой весовой категории был остановлен представителем Украины Алексеем Трофимовым.
На чемпионате Европы 1998 года в Минске завоевал награду бронзового достоинства, уступив на стадии полуфиналов англичанину Кортни Фраю.
В 1998 году боксировал на мировом первенстве в Хьюстоне, проиграл в 1/8 финала французу Жону Дови.
На европейском первенстве 2000 года в Тампере выиграл серебряную медаль — в полуфинале взял верх над достаточно сильным азербайджанцем Али Исмаиловым, но в решающем финальном поединке уступил россиянину Александру Лебзяку. Благодаря череде удачных выступлений удостоился права защищать честь страны на летних Олимпийских играх в Сиднее, тем не менее, провёл на Играх только один единственный бой — в стартовом поединке со счётом 6:15 потерпел поражение от представителя Узбекистана Сергея Михайлова и сразу же выбыл из борьбы за медали.
После сиднейской Олимпиады Рышко остался в главной боксёрской команде Румынии и продолжил принимать участие в крупнейших международных турнирах. Так, в 2001 году он добавил в послужной список бронзовую награду, полученную на чемпионате мира в Белфасте, стал серебряным призёром Открытого Кубка Дании.
В 2002 году отметился выступлениями на Кубке мира в Астане и на международном турнире в Венгрии.

### Профессиональная карьера
Переехав на постоянное жительство в Канаду, в 2004 году дебютировал на профессиональном уровне, но свой дебютный бой проиграл решением большинства судей малоизвестному камерунскому боксёру Полу Мбонго. Затем однако выступал более успешно, одержал шесть побед подряд, в том числе взял верх над такими боксёрами как Давид Кадье и Даниел Биспу.
В мае 2005 года вышел боксировать с канадцем Троем Россом в бою за титул чемпиона Канады в первом тяжёлом весе, но проиграл техническим нокаутом в восьмом раунде.
Впоследствии одержал три победы и в январе 2006 года на турнире в Германии встретился с непобеждённым Марко Хуком — был нокаутирован им в седьмом раунде, до этого дважды побывав в стоячем нокдауне. В том же году принял решение завершить карьеру профессионального боксёра.